# Mikkel Thygesen
Mikkel Thygesen (* 22. Oktober 1984 in Kopenhagen) ist ein dänischer ehemaliger Fußballspieler und heutiger -trainer.
Thygesen begann bei Greve IF und Brøndby IF in der Jugend, ehe er zu BK Frem København ging, wo er in der Saison 2002/03 sein Debüt im Profifußball hatte. Mit diesen schaffte er den Aufstieg in die Superliga, wo er mit 30 Spielen Stammspieler wurde.
Als am Ende der Saison 2003/04 der Abstieg feststand, wechselte Thygesen zum Ligakonkurrenten FC Midtjylland. Auch dort gehörte er zur Stammkraft und wurde im November 2004 erstmals in die dänische U 21-Nationalmannschaft berufen. Mit dieser Auswahl nahm er auch an der U 21-Europameisterschaft 2006 teil.
Am 15. November 2006 feierte Thygesen sein Debüt in der Nationalmannschaft, als er in einem Freundschaftsspiel gegen Tschechien für Christian Poulsen eingewechselt wurde.
Am 9. Januar 2007 gab Borussia Mönchengladbach bekannt, dass Thygesen einen bis 2010 gültigen Vertrag unterschrieben habe. Thygesen konnte sich aber bei seinem neuen Club nie durchsetzen und kam nur fünf Mal in der Bundesliga zum Einsatz. Nach der Saison 2006/2007 wurde Thygesen von seinem alten Verein, dem FC Midtjylland zurückgekauft.
Am 1. Juni 2011 gab der Brøndby IF die Verpflichtung von Thygesen bekannt. Vier Jahre bei diesem Verein und zwei Kürzeststationen folgten ebenfalls vier Jahre bis zum Ende der Laufbahn beim Zweitligisten FC Roskilde.
Am 4. September 2023 übernahm er das Amt des Cheftrainers beim FC Roskilde.